# 山脇巌
山脇 巌（やまわき いわお、1898年4月29日 - 1987年3月8日）は、戦前から戦後にかけて活躍した建築家、写真家。日本大学の名誉教授。バウハウスを日本へ紹介し、造形理論を教育に導入。日本のデザイン教育の方向に重要な役割を果たした。

## 人物概要
1898年4月29日、藤田家の三男として長崎県対馬で生まれる。
1926年、東京美術学校 図案科第二部（建築科）卒業後、横河工務所に入所。横河工務所に入った頃から写真撮影を始める。また、舞台美術にも関心をもち、新興美術グループ「単位三科」にも同人として参加。
裏千家の茶人・山脇善五郎の娘で当時、東京女高師附属高等女学校（現・お茶の水女子大学附属中学校・高等学校）生の山脇道子（1910-2000）とお見合い結婚し、山脇家の養子となる。
1930年、夫人とともにバウハウスに留学、ミース・ファン・デル・ローエ、カンデンスキーらに学んだ。建築やフォトモンタージュなどを修得。留学中に撮影したドイツ建築の写真が残されている。バウハウス閉鎖後、1932年帰国。バウハウスで学んだフォトコラージュ作品「バウハウスへの打撃」を日本で発表。
川喜田煉七郎の新建築工芸学院に在籍。自由学園工芸研究所講師。建築設計監理事務所開設。
1939年のニューヨーク万国博覧会国際館日本部を手掛けるなど国際的な展示設計の場で活躍した。
1940年、帝国美術学校（武蔵野美術大学）校長・造型美術学園学園長を経て、1942年、国民生活科学文化協会常任理事。
1947年、日本大学教授。日本大学芸術学部デザイン学科の基礎を築いた。1977年から同大名誉教授。
1947年、小杉二郎らと設計事務所「生産工芸研究所」設立。
1951年、ハノーファーの世界建築博覧会で日本の展示設計を手がけた。
1968年、勲五等双光旭日章受章。
1987年心不全のため東京·三田の自宅で逝去。享年八十八。

## 作品
建築作品に、古材利用に努めたケヤキハウス（1954年に住宅、1960年に離れ）K邸‐樺太の丸太小屋、バウハウスの国際様式をとりいれた三岸好太郎美術館・旧三岸好太郎アトリエ（三岸好太郎と。1934年）諸井邸（1954年に竣工）、自邸「山脇邸」(1935年)などの住宅作品をはじめ、「旧俳優座劇場」(1953年)「日本大学芸術学部校舎」(1965, 1970年) 桐朋学園大学音楽部校舎（1964年）など。

## 著書
- 『バウハウスの人々 近代建築家7』（彰国社 1954）
- 『ホテル・旅館の建築設計』（井上書院 1961）
- 『オランダ新建築』（洪洋社 1933）
- 『欅』（アトリエ社 1942）
- 『欅 続』（井上書院 1973）、など